# Absu (musikalbum)
Absu är det femte studioalbumet med det amerikanska black metal-bandet Absu, utgivet 2009 av skivbolaget Candlelight Records. En utgåva av albumet utgavs senare i 2009 och innehåller en DVD med ett live-uppträdande från Montreal, Kanada 19 juni 2009.

## Låtlista
1. "Between the Absu of Eridu & Erech" – 4:08
2. "Night Fire Canonization" – 3:19
3. "Amy" – 4:54
4. "Nunbarshegunu" – 3:05
5. "13 Globes" – 4:46
6. "...of the Dead Who Never Rest in Their Tombs Are the Attendance of Familiar Spirits..." – 7:03

6a) "Diversified Signs Inscribed"

6b) "Our Earth of Black"

6c) "Voor"
1. "Magic(k) Square Cipher" – 4:48
2. "From Ancient Times (Starless Skies Burn to Ash)" – 3:53
3. "In the Name of Auebothiabathabaithobeuee" – 3:25
4. "Girra's Temple" – 2:38
5. "Those of the Void Will Re-Enter" – 4:56
6. "Sceptre Command" – 5:00
7. "Ye Uttuku Spells" – 4:41
8. "Twix Yesterday, the Day & the Morrow" (instrumental) – 0:57

- Text: Proscriptor (spår 1–3, 5–9, 11), Ashmedi (spår 4, 10, 12)
- Musik: Aethyris (spår 1, 4, 5, 7, 10–12), Shaftiel (spår 2, 9), Zawicizuz (spår 3, 6), Vastator (spår 4, 8, 10, 12), Equitant (spår 13)

## Medverkande
Musiker (Absu-medlemmar)
- Proscriptor (Russ R. Givens) – trummor, sologitarr, mellotron, sång
- Aethyris (Shandy McKay) – basgitarr, rytmgitarr, akustisk gitarr, sologitarr, mellotron
- Zawicizuz (Geoffrey Sawicky) – basgitarr, rytmgitarr, sologitarr, synthesizer

Bidragande musiker
- Equitant Ifernain Dal Gais (Raymond Dillard Heflin) – programmering
- David Harbour – synthesizer
- Archon Vorskaath – percussion, sång
- Bruno "Mindwalker" Fernandes – sång, tibetansk horn
- Michael Harris – sologitarr
- Blasphemer (Rune Eriksen) – sologitarr
- Nornagest (Régis Lant) – bakgrundssång

Produktion
- Absu – producent, ljudtekniker
- Gary Long – ljudtekniker
- Sterling Winfield – ljudtekniker
- J.T. Longoria –ljudmix
- Proscriptor – mastering, musik
- Kris Verwimp – omslagskonst
- Ashmedi (Murat Cenan) – musik, sångtexter
- Aethyris (Shandy McKay) – sångtexter
- Shaftiel (Mike Kelly) – sångtexter
- Zawicizuz (Geoffrey Sawicky) – sångtexter
- Vastator Terrarum (Jason Micah Rowe) – sångtexter
- Equitant Ifernain (Raymond Dillard Heflin) — sångtext